# Fred Agabashian
 Frederick „Fred“ Agabashian (21. srpna 1913 Modesto, USA – 13. říjen 1989 Alamo, USA) byl americký automobilový závodník.
Arménské rysy, široký úsměv a ztřeštěná povaha, to byly hlavní znaky, které doprovázely Freda Ababashiana na všech sportovních akcích. Se závodními vozy se seznámil už jako dorostenec. A v roce 1937 se stal šampiónem Kalifornské závodní asociace (Northorn California Racing Association), která vypsala závod pro malé vozy. Agabashian tehdy dokázal porazit jezdce zvučných jmen: Duane Carter, Lyms Deisler nebo Paul Swedberg.
Psal se rok 1946, když Fred v týmu Jacka Londona dosáhl na metu nejvyšší v BCRA.Nastaly dva nešťastné roky plné trápení a obtíží, to když odešel do týmu George Bignotti Racing Team.I přes všechny nesnáze, dokázal získat dva tituly BCRA (1947 a 1948).Agabashian se nenechal odradit neúspěchem a hnal se neustále dopředu. Dokázal vítězit jak s velkými vozy tak s vozy v nižších kategoriích, tak jako v Indianapolis 47, kdy dostal naděleno jedno kolo.
Závodu na 500 mil Indianapolis se zúčastnil celkem jedenáctkrát. Nejraději vzpomíná na rok 1952, v závodě samém dojel až 27, ale svou bezchybnou a bravurní jízdou v kvalifikaci si zajistil první místo na startovním roštu. Nejlepšího výsledku, na okruhu ve staré cihelně, dosáhl o rok později, když dojel čtvrtý.
Aby zůstal na blízku pekelnému tempu rychlých vozů a čarovné atmosféře závodu v Indy, stal se svérázným sportovním komentátorem.

## Kompletní výsledky ve formuli 1
| Legenda k tabulce | Legenda k tabulce                                                                       |
| Barva             | Výsledek                                                                                |
| ----------------- | --------------------------------------------------------------------------------------- |
| Zlatá             | Vítěz                                                                                   |
| Stříbrná          | 2. místo                                                                                |
| Bronzová          | 3. místo                                                                                |
| Zelená            | Bodované umístění                                                                       |
| Modrá             | Nebodované umístění                                                                     |
| Modrá             | Dokončil neklasifikován (NC)                                                            |
| Fialová           | Odstoupil (Ret)                                                                         |
| Červená           | Nekvalifikoval se (DNQ)                                                                 |
| Červená           | Nepředkvalifikoval se (DNPQ)                                                            |
| Černá             | Diskvalifikován (DSQ)                                                                   |
| Bílá              | Nestartoval (DNS)                                                                       |
| Bílá              | Závod zrušen (C)                                                                        |
| Světle modrá      | Pouze trénoval (PO)                                                                     |
| Světle modrá      | Páteční testovací jezdec (TD)                                                           |
| Bez barvy         | Netrénoval (DNP)                                                                        |
| Bez barvy         | Vyřazen (EX)                                                                            |
| Bez barvy         | Nepřijel (DNA)                                                                          |
| Bez barvy         | Odvolal účast (WD)                                                                      |
| Bez barvy         | Nezúčastnil se (prázdné)                                                                |
| Označení          | Význam                                                                                  |
| Tučnost           | Pole position                                                                           |
| Kurzíva           | Nejrychlejší kolo                                                                       |
| †                 | Jezdec nedojel do cíle, ale byl klasifikován, protože odjel více než 90 % délky závodu. |
| ‡                 | Byl udělován poloviční počet bodů, protože bylo odjeto méně než 75 % délky závodu.      |
| Horní index       | Umístění bodujících jezdců ve sprintu                                                   |

| Rok  | Tým                          | Šasi              | Motor               | 1   | 2      | 3      | 4       | 5   | 6   | 7   | 8   | 9   | 10  | 11  | Body | Umístění  |
| ---- | ---------------------------- | ----------------- | ------------------- | --- | ------ | ------ | ------- | --- | --- | --- | --- | --- | --- | --- | ---- | --------- |
| 1950 | Indianapolis Race Cars       | Maserati 8CL      | Offenhauser 3,0 L4s | GBR | MON    | 500 25 | SUI     | BEL | FRA | ITA |     |     |     |     | 0    | —         |
| 1951 | Granatelli-Bardahl/Grancor   | Kurtis Kraft 3000 | Offenhauser 4,5 L4  | SUI | 500 17 | BEL    | FRA     | GBR | GER | ITA | ESP |     |     |     | 0    | —         |
| 1952 | Cummins Diesel               | Kurtis Kraft      | Cummins 3,0 L6s     | SUI | 500 27 | BEL    | FRA     | GBR | GER | NED | ITA |     |     |     | 0    | —         |
| 1953 | Grancor-Elgin Piston Pin     | Kurtis Kraft 500B | Offenhauser 4,5 L4  | ARG | 500 4  | NED    | BEL     | FRA | GBR | GER | SUI | ITA |     |     | 1,5  | 18. místo |
| 1954 | Merz Engineering/Milt Marion | Kurtis Kraft 500C | Offenhauser 4,5 L4  | ARG | 500 6  | BEL    | FRA     | GBR | GER | SUI | ITA | SPA |     |     | 0    | —         |
| 1955 | Federal Engineering          | Kurtis Kraft 500C | Offenhauser 4,5 L4  | ARG | MON    | 500 32 | BEL     | NED | GBR | ITA |     |     |     |     | 0    | —         |
| 1956 | Federal Engineering          | Kurtis Kraft 500C | Offenhauser 4,5 L4  | ARG | MON    | 500 12 | BEL     | FRA | GBR | GER | ITA |     |     |     | 0    | —         |
| 1957 | Bowes Seal Fast/Bignotti     | Kurtis Kraft 500G | Offenhauser 4,5 L4  | ARG | MON    | 500 22 | FRA     | GBR | GER | PES | ITA |     |     |     | 0    | —         |
| 1958 | City of Memphis              | Kurtis Kraft 500G | Offenhauser 4,5 L4  | ARG | MON    | NED    | 500 DNQ | BEL | FRA | GBR | GER | POR | ITA | MOR | 0    | —         |

## AAA šampionát
- Starty -25x
- Vítězství 1x
- Podium 1x
- Pole position 2x
- Body 2065

| Datum                                                                   | Trať                                                                | č.                                                                  | Tým                                                                 | Vůz                                                                 | Pole                                                                | Závod                                                               | Body                                                                |
| 1947 1 start - 0 vítězství - 0 podií - 200 bodů - celkově 23. místo     | 1947 1 start - 0 vítězství - 0 podií - 200 bodů - celkově 23. místo | 1947 1 start - 0 vítězství - 0 podií - 200 bodů - celkově 23. místo | 1947 1 start - 0 vítězství - 0 podií - 200 bodů - celkově 23. místo | 1947 1 start - 0 vítězství - 0 podií - 200 bodů - celkově 23. místo | 1947 1 start - 0 vítězství - 0 podií - 200 bodů - celkově 23. místo | 1947 1 start - 0 vítězství - 0 podií - 200 bodů - celkově 23. místo | 1947 1 start - 0 vítězství - 0 podií - 200 bodů - celkově 23. místo |
| ----------------------------------------------------------------------- | ------------------------------------------------------------------- | ------------------------------------------------------------------- | ------------------------------------------------------------------- | ------------------------------------------------------------------- | ------------------------------------------------------------------- | ------------------------------------------------------------------- | ------------------------------------------------------------------- |
| 5/30/1947                                                               | Indianapolis                                                        | 41                                                                  | Ross Page                                                           | Kurtis                                                              | 23                                                                  | 9                                                                   | 200                                                                 |
| 1948 1 start - 0 vítězství - 0 podií - 0 bodů - celkově --              |                                                                     |                                                                     |                                                                     |                                                                     |                                                                     |                                                                     |                                                                     |
| 5/31/1948                                                               | Indianapolis                                                        | 26                                                                  | Ross Page                                                           | Kurtis                                                              | 32                                                                  | 23                                                                  |                                                                     |
| 1949 2 starty - 1 vítězství - 1 podium - 200 bodů - celkově 24. místo   |                                                                     |                                                                     |                                                                     |                                                                     |                                                                     |                                                                     |                                                                     |
| 5/30/1949                                                               | Indianapolis                                                        | 15                                                                  | IRC                                                                 | Maserati                                                            | 30                                                                  | 27                                                                  |                                                                     |
| 5/30/1949                                                               | Indianapolis                                                        | 47                                                                  | Page                                                                | Kurtis                                                              | --                                                                  | --                                                                  |                                                                     |
| 10/30/1949                                                              | Sacramento                                                          | 98                                                                  | Agajanian                                                           | Kurtis 2000                                                         | 1                                                                   | 1                                                                   | 200                                                                 |
| 1950 9 startů - 0 vítězství - 0 podium – 532,5 bodů - celkově 14. místo |                                                                     |                                                                     |                                                                     |                                                                     |                                                                     |                                                                     |                                                                     |
| 5/30/1950                                                               | Indianapolis                                                        | 28                                                                  | Wynn's Friction Proofing                                            | Kurtis 3000                                                         | 2                                                                   | 28                                                                  |                                                                     |
| 5/30/1950                                                               | Indianapolis                                                        | 12                                                                  | IRC                                                                 | Maserati                                                            | --                                                                  | --                                                                  |                                                                     |
| 6/11/1950                                                               | Milwaukee 1                                                         | 28                                                                  | Wynn's Friction Proofing                                            | Kurtis 3000                                                         | 10                                                                  | 8                                                                   | 50                                                                  |
| 6/25/1950                                                               | Langhorne                                                           | 28                                                                  | Wynn's Friction Proofing                                            | Kurtis 3000                                                         | 18                                                                  | 6                                                                   | 59                                                                  |
| 8/12/1950                                                               | Williams Grove                                                      | 28                                                                  | Wynn's Friction Proofing                                            | Kurtis 3000                                                         | --                                                                  | --                                                                  |                                                                     |
| 8/19/1950                                                               | Springfield 1                                                       | 28                                                                  | Wynn's Friction Proofing                                            | Kurtis 3000                                                         | 3                                                                   | 8                                                                   | 50                                                                  |
| 8/27/1950                                                               | Milwaukee 2                                                         | 28                                                                  | Wynn's Friction Proofing                                            | Kurtis 3000                                                         | 11                                                                  | 8                                                                   | 73.5                                                                |
| 9/9/1950                                                                | Syracuse                                                            | 28                                                                  | Wynn's Friction Proofing                                            | Kurtis 3000                                                         | 17                                                                  | 6                                                                   | 80                                                                  |
| 9/10/1950                                                               | Detroit                                                             | 36                                                                  | Auto Shippers                                                       | Snowberger                                                          | --                                                                  | --                                                                  |                                                                     |
| 10/1/1950                                                               | Springfield 2                                                       | 48                                                                  | Wynn's Friction Proofing                                            | Kurtis 3000                                                         | 2                                                                   | 4                                                                   | 120                                                                 |
| 10/15/1950                                                              | Sacramento                                                          | 28                                                                  | Wynn's Friction Proofing                                            | Kurtis 3000                                                         | 6                                                                   | 5                                                                   | 100                                                                 |
| 11/26/1950                                                              | Bay Meadows                                                         | 28                                                                  | Wynn's Friction Proofing                                            | Kurtis 3000                                                         | 15                                                                  | 13                                                                  |                                                                     |
| 1951 6 startů - 0 vítězství - 0 podium – 278,2 bodů - celkově 25. místo |                                                                     |                                                                     |                                                                     |                                                                     |                                                                     |                                                                     |                                                                     |
| 5/30/1951                                                               | Indianapolis                                                        | 59                                                                  | Granatelli Bardahl                                                  | Kurtis 3000                                                         | 11                                                                  | 17                                                                  |                                                                     |
| 6/10/1951                                                               | Milwaukee 1                                                         | 1                                                                   | Hopkins Blue Crown                                                  | Moore                                                               | --                                                                  | --                                                                  | 8                                                                   |
| 6/10/1951                                                               | Milwaukee 1                                                         | 59                                                                  | Granatelli                                                          | Kurtis 3000                                                         | --                                                                  | --                                                                  |                                                                     |
| 6/24/1951                                                               | Langhorne                                                           | 59                                                                  | Granatelli                                                          | Kurtis 3000                                                         | 15                                                                  | 6                                                                   | 80                                                                  |
| 7/4/1951                                                                | Darlington                                                          | 59                                                                  | Granatelli Bardahl                                                  | Kurtis 3000                                                         | --                                                                  | --                                                                  |                                                                     |
| 7/4/1951                                                                | Darlington                                                          | 63                                                                  | Ray Brady                                                           | Schroeder                                                           | --                                                                  | --                                                                  |                                                                     |
| 9/23/1951                                                               | Denver                                                              | 14                                                                  | Pat Clancy                                                          | Ewing                                                               | 16                                                                  | 6                                                                   | 80                                                                  |
| 10/21/1951                                                              | San Jose                                                            | 14                                                                  | Pat Clancy                                                          | Ewing                                                               | 13                                                                  | 6                                                                   | 80                                                                  |
| 11/4/1951                                                               | Phoenix                                                             | 14                                                                  | Pat Clancy                                                          | Ewing                                                               | 17                                                                  |                                                                     |                                                                     |
| 11/4/1951                                                               | Phoenix                                                             | 2                                                                   | Agajanian Grant                                                     | Kuzma                                                               | --                                                                  | --                                                                  | 15.2                                                                |
| 11/11/1951                                                              | Bay Meadows                                                         | 2                                                                   | Agajanian Grant                                                     | Kuzma                                                               | 8                                                                   | 12                                                                  | 15                                                                  |
| 1952 2 starty - 0 vítězství - 0 podium – 80 bodů - celkově 33. místo    |                                                                     |                                                                     |                                                                     |                                                                     |                                                                     |                                                                     |                                                                     |
| 5/30/1952                                                               | Indianapolis                                                        | 28                                                                  | Cummins Diesel                                                      | Kurtis R                                                            | 1                                                                   | 27                                                                  |                                                                     |
| 8/24/1952                                                               | Milwaukee 2                                                         | 98                                                                  | Agajanian                                                           | Kuzma                                                               | 10                                                                  | 9                                                                   | 80                                                                  |
| 1953 1 start - 0 vítězství - 0 podium – 315 bodů - celkově 19. místo    |                                                                     |                                                                     |                                                                     |                                                                     |                                                                     |                                                                     |                                                                     |
| 5/30/1953                                                               | Indianapolis                                                        | 59                                                                  | Elgin Piston Pin/Grancor                                            | Kurtis 500B                                                         | 2                                                                   | 4                                                                   | 315                                                                 |
| 1954 2 starty - 0 vítězství - 0 podium – 460 bodů - celkově 14. místo   |                                                                     |                                                                     |                                                                     |                                                                     |                                                                     |                                                                     |                                                                     |
| 5/31/1954                                                               | Indianapolis                                                        | 77                                                                  | Merz Engineering                                                    | Kurtis 500                                                          | 24                                                                  | 6                                                                   | 400                                                                 |
| 8/29/1954                                                               | Milwaukee 2                                                         | 12                                                                  | Bardahl                                                             | Kurtis 4000                                                         | 11                                                                  | 10                                                                  | 60                                                                  |
| 1955 1 start - 0 vítězství - 0 podium –0 bodů - celkově --              |                                                                     |                                                                     |                                                                     |                                                                     |                                                                     |                                                                     |                                                                     |
| 5/30/1955                                                               | Indianapolis                                                        | 14                                                                  | Federal Engineering                                                 | Kurtis 500D                                                         | 4                                                                   | 32                                                                  |                                                                     |

## USAC šampionát
- Starty 3x
- Vítězství 0
- Podium 0
- Pole position 0
- Body 50

| Datum                                                              | Trať                                                               | č.                                                                 | Tým                                                                | Vůz                                                                | Pole                                                               | Závod                                                              | Body                                                               |
| 1956 1 start - 0 vítězství - 0 podií - 50 bodů - celkově 32. místo | 1956 1 start - 0 vítězství - 0 podií - 50 bodů - celkově 32. místo | 1956 1 start - 0 vítězství - 0 podií - 50 bodů - celkově 32. místo | 1956 1 start - 0 vítězství - 0 podií - 50 bodů - celkově 32. místo | 1956 1 start - 0 vítězství - 0 podií - 50 bodů - celkově 32. místo | 1956 1 start - 0 vítězství - 0 podií - 50 bodů - celkově 32. místo | 1956 1 start - 0 vítězství - 0 podií - 50 bodů - celkově 32. místo | 1956 1 start - 0 vítězství - 0 podií - 50 bodů - celkově 32. místo |
| ------------------------------------------------------------------ | ------------------------------------------------------------------ | ------------------------------------------------------------------ | ------------------------------------------------------------------ | ------------------------------------------------------------------ | ------------------------------------------------------------------ | ------------------------------------------------------------------ | ------------------------------------------------------------------ |
| 5/30/1956                                                          | Indianapolis                                                       | 42                                                                 | Federal Engineering                                                | Kurtis 500D                                                        | 7                                                                  | 12                                                                 | 50                                                                 |
| 1957 2 starty - 0 vítězství - 0 podií - 0 bodů - celkově --        |                                                                    |                                                                    |                                                                    |                                                                    |                                                                    |                                                                    |                                                                    |
| 5/30/1957                                                          | Indianapolis                                                       | 14                                                                 | Bowes Seal Fast                                                    | Kurtis 500G                                                        | 4                                                                  | 22                                                                 |                                                                    |
| 6/9/1957                                                           | Milwaukee 1                                                        | 14                                                                 | Bowes Seal Fast                                                    | Kurtis 500G                                                        | 12                                                                 | 17                                                                 |                                                                    |
| 1958 0 startů - 0 vítězství - 0 podií - 0 bodů - celkově --        |                                                                    |                                                                    |                                                                    |                                                                    |                                                                    |                                                                    |                                                                    |
| 5/30/1958                                                          | Indianapolis                                                       | 56                                                                 | City of Memphis                                                    | Kurtis 500G                                                        | --                                                                 | --                                                                 |                                                                    |
| 5/30/1958                                                          | Indianapolis                                                       | 75                                                                 | D-A Lubricants                                                     | Kuzma                                                              | --                                                                 | --                                                                 |                                                                    |
| 5/30/1958                                                          | Indianapolis                                                       | 57                                                                 | Helse                                                              | Kuzma                                                              | --                                                                 | --                                                                 |                                                                    |
| 5/30/1958                                                          | Indianapolis                                                       | 14                                                                 | Bowes Seal Fast                                                    | Kurtis 500G                                                        | --                                                                 | --                                                                 |                                                                    |